# 揚縣 (德克薩斯州)
揚縣（英語：Young County）是美國德克薩斯州中北部的一個縣。面積2,411平方公里。根據美國2000年人口普查，共有人口17,943人。縣治格雷厄姆（Graham）。
成立於1856年2月2日，縣政府成立於1874年4月27日。縣名紀念軍人、檢察官、德州制憲會議成員威廉·柯克·揚（William Cocke Young）。